# 소문난 칠공주
《소문난 칠공주》(所聞난 七公主)는 2006년 4월 1일부터 2006년 12월 31일까지 방영된 KBS 주말연속극이다. 딸부잣집 네 자매의 이야기를 다루었으며, 칠공주에서 '칠'은 일곱 명의 딸을 말하는 것이 아니라 네 자매의 돌림자를 의미한다.

## 기획 의도
네 자매와 그녀들을 둘러싼 인물 간의 달라도 너무 다른 인생사를 통해 이 시대를 살아가는 여자들의 삶의 단면을 보여주고, 그 단면들에 의해 깨닫게 되는 다양한 삶의 의미들을 그려내는 드라마

## 등장 인물

### 칠공주
- 김혜선:나덕칠(35세) 역 - 장녀, 12년차 주부
- 이태란:나설칠(28세) 역 - 차녀, 육군사관학교 출신 육군 대위
- 최정원:나미칠(28세) 역 - 삼녀, 날라리
- 신지수:나종칠(20세) 역 - 막내딸, 재수생

### 칠공주의 가족들
- 박인환:나양팔(60세) 역 - 칠공주의 아버지, 前 육군원사
- 김해숙:경명자(54세) 역 - 칠공주의 어머니
- 나문희:남달구(78세) 역 - 칠공주의 외할머니

### 칠공주의 남자들
- 이대연:구수한(42세) 역 - 나덕칠의 전 남편, 중소기업 운영
- 안내상:왕선택(38세) 역 - 나덕칠의 재혼 상대, 이혼남
- 박해진:연하남(24세) 역 - 나설칠의 부하이자 연인, 훗날 남편
- 고주원:유일한(28세) 역 - 나미칠의 연인, 훗날 남편, 전문직
- 이승기:황태자(21세) 역 - 나종칠의 연인, 훗날 남편, 마마보이

### 그 외 인물
- 윤미라:반찬순(48세) 역 - 황태자의 어머니, 반찬 가게 운영, 훗날 나종칠의 시어머니
- 노주현:공수표(50세) 역 - 유일한의 외삼촌, 동네 부녀회장, 훗날 반찬순의 재혼남
- 이효춘:박복녀 역 - 나설칠의 생모
- 이미영:하남 모 역 - 연하남의 어머니
- 김상순:원장 역 - 소문난 의원 원장
- 강유미:안공주 역 - 소문난 의원 간호사
- 안일권:한길만 역 - 안공주의 남자 친구
- 김희정:배신자 역 - 왕선택의 전 부인
- 신용규:구석진 역 - 유일한 사무실 팀장
- 최창균:변두리 역 - 유일한 사무실 직원
- 윤여민:한복판 역 - 유일한 사무실 직원
- 이정호:박장군 역 - 나설칠 부대 일병
- 이정길:오칠구 역 - 황태자의 키 작은 친구
- 이영규:이사팔 역 - 황태자의 친구
- 조명남:왕선택 아버지 왕동혁(78세) 역
- 홍시호:왕동혁 남동생 왕선택 작은아버지 왕봉혁(66세) 역
- 한예린:왕소라(13세) 초등학생역 - 왕선택의 장녀
- 조수민:왕미라(9세) 초등학생역 - 왕선택의 차녀
- 이광세:구동혁 구수한 아버지(79세) 나덕칠의 전 시아버지 역
- 유해무:구동혁 남동생 구동원 구수한 작은아버지(67세) 나덕칠의 전 시작은아버지 역
- 김보라:구슬비(13세) 초등학생역 - 나덕칠의 딸
- 이지민:구슬만(7세) 역 - 나덕칠의 아들
- 최석구:방송국 역 - 나덕칠의 불륜남
- 김민경:양달희 역 - 황태자를 짝사랑하는 친구
- 김준현:어수선 역 - 나설칠 부대 병장
- 김우현:방정식 역 - 대위, 나설칠의 맞선남
- 최병학:나양팔의 군 선배 역
- 한춘일:경비원 역
- 최윤슬
- 김다연: 설칠과 하남의 쌍둥이 딸 역

## 시청률
아래의 파란색 숫자는 '최저 시청률'이고, 빨간색 숫자는 '최고 시청률'입니다. 
| 2006년      | 2006년      | 2006년         |
| 회차        | 방송일      | TNmS 시청률    |
| 회차        | 방송일      | 대한민국(전국) |
| ----------- | ----------- | -------------- |
| 1           | 4월 1일     | 20.2%          |
| 2           | 4월 2일     | 20.0%          |
| 3           | 4월 8일     | 19.2%          |
| 4           | 4월 9일     | 20.7%          |
| 5           | 4월 15일    | 19.6%          |
| 6           | 4월 16일    | 21.4%          |
| 7           | 4월 22일    | 18.8%          |
| 8           | 4월 23일    | 22.4%          |
| 9           | 4월 29일    | 19.4%          |
| 10          | 4월 30일    | 20.2%          |
| 11          | 5월 6일     | 21.1%          |
| 12          | 5월 7일     | 21.8%          |
| 13          | 5월 13일    | 20.8%          |
| 14          | 5월 14일    | 22.4%          |
| 15          | 5월 20일    | 21.8%          |
| 16          | 5월 21일    | 24.2%          |
| 17          | 5월 27일    | 24.5%          |
| 18          | 5월 28일    | 26.7%          |
| 19          | 6월 3일     | 23.5%          |
| 20          | 6월 4일     | 26.8%          |
| 21          | 6월 10일    | 26.8%          |
| 22          | 6월 11일    | 27.7%          |
| 23          | 6월 17일    | 24.0%          |
| 24          | 6월 18일    | 23.7%          |
| 25          | 6월 24일    | 26.0%          |
| 26          | 6월 25일    | 29.3%          |
| 27          | 7월 1일     | 30.4%          |
| 28          | 7월 2일     | 30.9%          |
| 29          | 7월 8일     | 27.5%          |
| 30          | 7월 9일     | 33.0%          |
| 31          | 7월 15일    | 30.9%          |
| 32          | 7월 16일    | 35.9%          |
| 33          | 7월 22일    | 34.5%          |
| 34          | 7월 23일    | 33.5%          |
| 35          | 7월 29일    | 28.3%          |
| 36          | 7월 30일    | 31.3%          |
| 37          | 8월 5일     | 28.3%          |
| 38          | 8월 6일     | 30.9%          |
| 39          | 8월 12일    | 32.7%          |
| 40          | 8월 13일    | 37.2%          |
| 41          | 8월 19일    | 35.9%          |
| 42          | 8월 20일    | 38.2%          |
| 43          | 8월 26일    | 35.9%          |
| 44          | 8월 27일    | 42.8%          |
| 45          | 9월 3일     | 26.1%          |
| 46          | 9월 3일     | 43.8%          |
| 47          | 9월 9일     | 34.0%          |
| 48          | 9월 10일    | 40.7%          |
| 49          | 9월 16일    | 36.6%          |
| 50          | 9월 17일    | 43.8%          |
| 51          | 9월 23일    | 34.0%          |
| 52          | 9월 24일    | 40.8%          |
| 53          | 9월 30일    | 36.1%          |
| 54          | 10월 1일    | 40.4%          |
| 55          | 10월 7일    | 34.8%          |
| 56          | 10월 7일    | 36.3%          |
| 57          | 10월 14일   | 35.9%          |
| 58          | 10월 15일   | 41.8%          |
| 59          | 10월 21일   | 38.3%          |
| 60          | 10월 22일   | 44.9%          |
| 61          | 10월 28일   | 40.1%          |
| 62          | 10월 29일   | 41.4%          |
| 63          | 11월 4일    | 38.5%          |
| 64          | 11월 5일    | 41.4%          |
| 65          | 11월 11일   | 36.8%          |
| 66          | 11월 12일   | 40.8%          |
| 67          | 11월 18일   | 38.5%          |
| 68          | 11월 19일   | 41.9%          |
| 69          | 11월 25일   | 37.5%          |
| 70          | 11월 26일   | 41.7%          |
| 71          | 12월 2일    | 39.6%          |
| 72          | 12월 3일    | 44.4%          |
| 73          | 12월 9일    | 38.4%          |
| 74          | 12월 10일   | 47.0%          |
| 75          | 12월 16일   | 42.9%          |
| 76          | 12월 17일   | 46.3%          |
| 77          | 12월 23일   | 39.0%          |
| 78          | 12월 24일   | 39.0%          |
| 79          | 12월 30일   | 39.3%          |
| 80          | 12월 31일   | 30.0%          |
| 평균 시청률 | 평균 시청률 | 32.6%          |

## 결방 사유 및 편성 변경
- 2006년 9월 2일:2007년 아시안컵 대한민국 VS 이란 축구 예선 경기 중계방송으로 인해 결방.
- 2006년 9월 3일:7시 55분부터 45회~46회 연속 방영
- 2006년 10월 7일:7시 55분부터 55회~56회 연속 방영
- 2006년 10월 8일:국가대표 축구 친선 경기 대한민국 VS 가나 중계방송으로 인해 결방.

## 연장
- 2006년 9월 5일:소문난 칠공주 방영 분량이 50부작에서 30회 연장되어 80부작으로 변경 및 확정되었다.[2]

## 수상 경력
- 2006년 KBS 연기대상 여자 최우수연기상, 베스트 커플상 이태란
- 2006년 KBS 연기대상 남자 우수연기상 고주원
- 2006년 KBS 연기대상 여자 우수연기상, 여자 인기상 최정원
- 2006년 KBS 연기대상 남자 신인상, 베스트 커플상 박해진
- 2007년 백상예술대상 TV부문 남자 신인연기상 박해진

## 경쟁 프로그램
- 결혼합시다
- 진짜 진짜 좋아해
- 누나(이상 MBC.)
- 하늘이시여
- 연개소문(이상 SBS.)

## 참고 사항
- 막내딸 종칠 역에는 해당 드라마의 제작사인 팬엔터테인먼트가 주최한 오디션에서 대상을 차지한 이은우가 발탁되었으나[3], 개인적인 사정으로 인해 최종 하차하였다. 첫 방송을 2주일도 채 남기지 않은 시점에서 신지수가 교체 투입되었다.[4]
- 황태자의 친구 양달희 역의 김민경은 나종칠과 황태자가 결혼에 골인한 뒤에도 미묘한 삼각 관계를 유지할 예정이었으나 이유를 밝히지 않은 채 중도에 하차하였다.[5]
- 늘리기 편성, 각종 가족문제 총집합이라는 비난에도 불구하고 큰 인기를 얻었는데, 출연진들의 농익은 연기와 문영남 작가의 현실성 있는 인물 설정과 대사, 구성 등이 드라마에 주요 인기 요인이 되었다.[6]
- 박인환, 김해숙, 이태란, 최정원, 고주원, 이승기, 박해진 등 출연진 일동은 2006년 7월 19일 오후 KBS 본관 공개홀에서 열린 특별 생방송 '사랑을 모읍시다'에 출연해, 수해로 재난을 당한 주민들을 위해 성금을 모아 전달했다.[7]
- 해당 드라마에서 '암만', '돌리고 돌리고' 등의 유행어를 유행시킨 나문희는 극 중에서 춤을 추면서 종종 불렀던 곡인 <있을 때 잘해>로 정식으로 음반을 취입했다.[8]
- 종영 3년 후 중국에 수출되어 후난위성텔레비전을 통해 방송되었다.
- 걸그룹 Kep1er 멤버 김다연이 이 작품에서 첫 데뷔작이며 당시 데뷔하는 나이가 3세였다.